# Верхняя Тойда
Верхняя Тойда — село в Аннинском районе Воронежской области России на реке Тойда.
Административный центр Верхнетойденского сельского поселения.

## Население
| 1859 | 1897  | 2000  | 2005  | 2010 |
| ---- | ----- | ----- | ----- | ---- |
| 1561 | ↗2342 | ↘1119 | ↘1013 | ↘836 |

## География

### Улицы
| - ул. Акимушкина, - ул. Гагарина, - ул. Дрожжина, - ул. Заречная, - ул. Кирова, - ул. Космонавтов, | - ул. Ленина, - ул. Мира, - ул. Победы, - ул. Подлесная, - ул. Розы Люксембург, - ул. Свободы. |

## История
Село Верхняя Тойда основано в 1730-е годы дворцовыми крестьянами из под Москвы. Являлась верхним по отношению к другому селу на реке Тойда - Тойденску. В дальнейшем села получили название Верхняя Тойда и Старая Тойда. Входила в состав Бобровского уезда.
С 1763 года в селе Верхняя Тойда существовала Покровская церковь (в 1844 году построено новое здание). В 1797 году Верхняя Тойда была пожалована графу Фёдору Васильевичу Ростопчину, затем принадлежала графине А.В. Левашовой, с 1870-х годов - княгине Надежде Александровне Барятинской.
В 1867 году в Верхней Тойде появилась почтовая станция. В 1880-е годы в селе имелось 2 лавки, мельница, маслобойка.
В 1900 году в Верхней Тойде имелось 2 общественных здания, земская школа, 2 крупорушки, маслобойный завод. В 1928 году открыта семилетняя школа, преобразованная в 1965 году в среднюю школу.
С 1950 года существовал колхоз имени Кирова.

## Известные уроженцы
- Дрожжин, Михаил Петрович — Герой Советского Союза.

## Инфраструктура
В селе действует средняя школа, дом культуры, почтовый пункт, медпункт, магазин.